# فردین هدایتی
فردین هدایتی (زاده ۲۸ مهر ۱۳۸۲ در آمل) کشتی‌گیر فرنگی‌کار، عضو تیم ملی ایران است.وی در مسابقات قهرمانی کشتی‌فرنگی جوانان جهان که در سال ۲۰۲۳ در امان اردن برگزار شد، در وزن ۱۳۰ کیلوگرم مدال طلا را به دست آورد.
وی از طرف اتحادیه جهانی کشتی به عنوان پدیده نوظهور کشتی فرنگی در سال ۲۰۲۴ انتخاب شد.

## فعالیت حرفه‌ای ورزشی

### قهرمانی جوانان جهان ۲۰۲۳
فردین هدایتی در وزن ۱۳۰ کیلوگرم پس از استراحت در دور نخست، در دور دوم با نتیجه ۸ بر صفر مقابل آرامیس هاروتونیان از ارمنستان به برتری دست یافت و به مرحله یک چهارم نهایی راه یافت. وی در این مرحله با نتیجه ۸ بر صفر طالیپ چیفتچی از ترکیه را مغلوب کرد و راهی مرحله نیمه نهایی شد. هدایتی در این مرحله با نتیجه ۸ بر صفر فکری عیسی از مصر را از پیش رو برداشت و به دیدار فینال راه یافت. وی در دیدار نهایی با نتیجه ۸ بر صفر ون هائو جیانگ از چین را با اقتدار شکست داد و به مدال طلا دست یافت.

### رنکینگ بوداپست مجارستان ۲۰۲۴
فردین هدایتی در سال ۲۰۲۴ در رقابت‌های تورنمنت بوداپست موفق به شکست رضا کایالپ کشتی‌گیر عنوان‌دار و نایب قهرمان المپیک، اهل ترکیه شد و به مرحله نیمه نهایی راه یافت. وی در این مرحله مقابل آلن الکسیوس سیوراریو دارنده مدال برنز جهان از رومانی با نتیجه ۸ بر صفر به برتری دست یافت و راهی دیدار فینال شد. هدایتی در دیدار نهایی به مصاف یاکوبی گاجایا دیگر عنوان‌دار کشتی جهان و دارنده مدال نقره المپیک رفت و با پیروزی بر این کشتی‌گیر به مدال طلا دست یافت.

### قهرمانی زیر ۲۳ سال جهان ۲۰۲۴
فردین هدایتی در وزن ۱۳۰ کیلوگرم، دور اول با نتیجه ۸ بر صفر موحامت باکیر از ترکیه را شکست داد. وی در دور دوم با نتیجه ۱۲ بر ۴ میخایلو ویشنیوتسکی از اوکراین را مغلوب کرد و راهی مرحله یک چهارم نهایی شد. هدایتی در این مرحله با نتیجه ۵ بر صفر پاول هلینچوک از بلاروس را از پیش رو برداشت و به نیمه نهایی صعود کرد. وی در این مرحله با نتیجه ۹ بر صفر کوپانی لازلو از مجارستان را از پیش رو برداشت و به دیدار فینال راه یافت. هدایتی در این دیدار با نتیجه ۶ بر صفر دیمیتریو بابوریکو از روسیه را مغلوب کرد و به مدال طلا دست یافت.

### قهرمانی کشتی آسیا ۲۰۲۵
در وزن ۱۳۰ کیلوگرم فردین هدایتی در دور اول با نتیجه ۸ بر صفر ارلان مناتبکوف از قرقیزستان را شکست داد. وی در دور بعد و در مرحله یک چهارم نهایی با نتیجه ۸ بر صفر ونهائو جیانگ از چین را مغلوب کرد و به مرحله نیمه نهایی راه یافت. هدایتی در این مرحله با نتیجه ۹ بر صفر یوتا نارا از ژاپن را از پیش رو برداشت و راهی دیدار فینال شد. هدایتی در این دیدار با نتیجه ۷ بر صفر مقابل علیم‌خان سیزدیکوف از قزاقستان به برتری رسید و به مدال طلا دست یافت.

## دستاوردها
- طلا قهرمانی آسیا ۲۰۲۵ در اردن
- طلا جوانان آسیا ۲۰۲۲ در بحرین[۱۶]
- طلا جوانان آسیا ۲۰۲۳ در اردن[۱۷]
- طلا جوانان جهان ۲۰۲۳ در اردن[۱۸][۱۹][۲۰][۲۱]
- طلا زیر ۲۳ سال جهان ۲۰۲۴ در آلبانی.
- نقره جوانان جهان ۲۰۲۲ در بلغارستان
- طلا تورنمنت بوداپست مجارستان ۲۰۲۴
- طلا تورنمنت زاگرب کرواسی ۲۰۲۴
- برنز جام یاشار دوغو ترکیه ۲۰۲۴
- طلا تورنمنت جام پاشایان ارمنستان ۲۰۲۳
- طلا تورنمنت جام قهرمانی جوانان ۲۰۲۳ در ترکیه[۲۲]
- طلا تورنومنت ساساری ایتالیا ۲۰۲۳[۲۳]